# William Corbett
William Corbett (Londen, 8 juni 1680 – aldaar, 7 maart 1748) was een Engelse componist en violist van barokmuziek. Gedurende zijn leven bracht hij veel tijd door in Italië.

## Leven
Corbett was al voor 1700 violist en componist aan het New Theatre in Londen (Lincoln's Inn Fields). Vanaf 1705 was Corbett orkestdirecteur van het King's Theatre. In 1709 werd hij lid van het Royal Orchestra (Koninklijk Orkest). In 1716 werd hij kapelmeester van de King's Band. Tussen 1715 en 1726 woonde hij vaak voor langere tijd in verschillende Italiaanse steden om zich aldaar met de muziek, maar vooral met de Italiaanse opera, bekend te maken. Waar de Engelse opera gesproken scènes omvatte, werd de Italiaanse volledig gezongen (all-sung opera).
Corbett kon een belangrijke verzameling waardevolle violen bijeen krijgen. Daaronder waren die van Jacobus Stainer, Antonio Stradivari, Nicola Amati, Giovanni Paolo Maggini en Gasparo da Salò, en ook andere muziekinstrumenten en schilderijen. Een viool van Matthias Alban zou uit het bezit van Arcangelo Corelli zijn geweest. Al tijdens zijn leven werd Corbett ervan verdacht dat hij door spionage voor het Engelse hof zoveel zeldzame dingen kon verzamelen. De vele opdrachten in zijn concerten aan de hogere adel versterkten dit nog. Maar Corbett gaf ook talrijke benefietconcerten, deels met bijzonder zeldzame instrumenten zoals de viola d'amore met de aankondiging of opmerking met instrumenten nooit eerder in het openbaar gehoord (with Instruments never heard in Publick).

## Werk (selectie)
Zijn belangrijkste werk bestaat uit de concerti grossi vol met muzikale effecten, en Le Bizzarie Universali, waarin hij verschillende regionale of nationale stijlen op humoristische wijze nabootst, zoals bijvoorbeeld alla Francese (op z'n Frans), alla Bergamasca (op z'n Bergamo's), alla Turinese (op z'n Turijns), alla Spagniola (op z'n Spaans), al' Irlandese (op z'n Iers) en meer.

### Zang (vocaal)
- Henry VI. Libretto van Betterton (1699)
- As You Find It (Zoals je het aantreft) (1703)
- Love Betrayed, or The Agreeable Disappointment (Bedrogen liefde of overeengekomen teleurstelling) (1703)
- British Enchanters, or No Magick Like Love (Britse tovenaars of geen magie zoals liefde) (1706)
- Lost is My Love, cantate met orkest op. 7 (Verloren is mijn liefde) (1725)

### Instrumentaal
- Twelve Sonatas a tre for 2 violins and b.c op. 1 (1700)
- The Instrumental Musick for January, February and March, for 2 flutes and b.c (1703)
- Six Sonatas for 2 flutes and b.c. op. 2 (1705)
- Le Bizzarie Universali in Four Parts op. 8 (1728)
- 35 Concerti Le Bizzarie Universali in Seven Parts, op. 8 bewerkt als concerti grossi (1742)